# Notes on a Conditional Form
Albums de The 1975
A Brief Inquiry Into Online Relationships
(2018) Being Funny in a Foreign Language
(2022)
Notes On A Conditional Form est le quatrième album du groupe britannique The 1975. Sorti le 22 mai 2020, il est le deuxième et dernier album du cycle Music for Cars, ayant débuté deux ans plus tôt avec A Brief Inquiry Into Online Relationships.
Plus long projet du groupe au moment de sa sortie, cet album est notable pour la diversité des titres qu'il contient, allant du post-hardcore (People) au UK garage  (Frail State of Mind), en passant par la country (Roadkill) ou le shoegaze (Then Because She Goes). L'album débute par ailleurs par un discours de l'activiste Greta Thunberg, s'étalant sur presque cinq minutes.
Notes On a Conditional Form a polarisé les critiques. Certaines acclamant l'album pour son ambition et sa diversité musicale, d'autres qualifiant l'album de boursouflé et incohérent.

## Liste des chansons
| No  | Titre                                     | Durée |
| --- | ----------------------------------------- | ----- |
| 1.  | The 1975                                  | 4:45  |
| 2.  | People                                    | 2:38  |
| 3.  | The End (Music For Cars)                  | 2:30  |
| 4.  | Frail State of Mind                       | 3:53  |
| 5.  | Streaming                                 | 1:32  |
| 6.  | The Birthday Party                        | 4:45  |
| 7.  | Yeah I Know                               | 4:13  |
| 8.  | Then Because She Goes                     | 2:07  |
| 9.  | Jesus Christ 2005 God Bless America       | 4:24  |
| 10. | Roadkill                                  | 2:55  |
| 11. | Me & You Together Song                    | 3:27  |
| 12. | I Think There's Something You Should Know | 4:00  |
| 13. | Nothing Revealed / Everything Denied      | 3:38  |
| 14. | Tonight (I Wish You Was Your Boy)         | 4:07  |
| 15. | Shiny Collarbone                          | 2:50  |
| 16. | If You're Too Shy (Let Me Know)           | 5:19  |
| 17. | Playing On My Mind                        | 3:24  |
| 18. | Having No Head                            | 6:04  |
| 19. | What Should I Say                         | 4:06  |
| 20. | Bagsy Not In Net                          | 2:26  |
| 21. | Don't Worry                               | 2:48  |
| 22. | Guys                                      | 4:29  |